# Maffliers
Maffliers is een gemeente in het Franse departement Val-d'Oise (regio Île-de-France) en telt 1614 inwoners (2004). De plaats maakt deel uit van het arrondissement Sarcelles.

## Geografie
De oppervlakte van Maffliers bedraagt 6,8 km², de bevolkingsdichtheid is 237,4 inwoners per km².
De onderstaande kaart toont de ligging van Maffliers met de belangrijkste infrastructuur en aangrenzende gemeenten.

## Demografie
Onderstaande figuur toont het verloop van het inwonertal (bron: INSEE-tellingen).